# Onze-Lieve-Vrouwekerk (Hazebroek)
De Onze-Lieve-Vrouwekerk (Frans: Église Notre-Dame of Église Notre-Dame de Lourdes) is een rooms-katholieke parochiekerk in de stad en gemeente Hazebroek, gelegen aan de Rue Notre-Dame 11 in het Franse Noorderdepartement.

## Geschiedenis
De kerk werd gebouwd in 1897 als tweede kerk van Hazebroek, voor de wijk Nouveau-Monde. Deze kerk werd echter tijdens de Tweede Wereldoorlog verwoest.
Een nieuwe, moderne, kerk werd ingezegend in 1959, naar ontwerp van Joseph Philippe.

## Gebouw
Het is een gebouw in strakke baksteenarchitectuur met een losstaande kerktoren. De zaalkerk heeft een hoog interieur, overkluisd door een bakstenen tongewelf. Aan de inrichting van het gebouw hebben diverse kunstenaars gewerkt, waaronder het atelier van de Abdij van Wisques.